# 2018年中國卡車司機罷工
2018年中國卡車司機罷工是指2018年6月上旬，中國多省卡車司機，由於不滿油價上漲、運費過低、地方政府額外收取過路費、警察處罰標準隨意等問題，而發起的罷工行動。抗議也指出，被認爲是貨運行業的Uber的平臺公司滿邦集團在壓榨司機的收入。

## 背景
2018年，中國有登記的載貨卡車約有1500萬輛，以平均每輛車兩名司機來說，每人平均月收入約六千人民幣。卡車司機中有79%是個體經營者，多數人是普通工人，用積蓄買車經營，工作缺乏保障。罷工開始時，中國正在主辦上海合作組織峰會，有分析認爲這是卡車司機給政府發送的政治信號。

## 罷工經過
2018年6月8日，山東、四川、重慶、安徽等至少十个省市的卡車司機發起連串的抗議。司機抗議的標語包括“拒絕疲勞駕駛”、“抵制低價”。抗議的卡車司機將卡車結隊開出，然後集結在國道、停車場及高速公路等地方。6月9日，浙江大批司機占領了收費站。6月期間參與罷工的司機稱，因為遭受重重剝削「活不下去了」。
除了要求調薪和改善整體工作環境外，發動罷工的部分卡車司機也曾呼籲全中國3000萬名卡車司機加入大罷工行列，一同向政府表達訴求。罷工期間恰逢上海合作組織青島峰會舉辦日期，中國官方媒體不斷對青島峰會進行報導，卻不曾提及公車司機集體罷工一事。山東有部份激進司機要求外地卡車不得進入山東省境內，若硬闖將砸車洩憤，更有卡車司機高喊「打倒共產黨」等口號。除了現場聚眾外，也有司機於微博上刊登中國政府「十宗罪」逐一列出條目進行控訴，針對各種亂象表達訴求。中國數字時代消息指，宣傳部門下命令要求各地各網站立即刪除貨運卡車司機的信息，並加強監管。

## 外部連接
- 跨地区卡车司机罢工一周年：原子化卡友如何组成互助网络？ （页面存档备份，存于）